# Sneedville
Sneedville är administrativ huvudort i Hancock County i Tennessee. Orten har fått sitt namn efter politikern William Henry Sneed. Enligt 2020 års folkräkning hade Sneedville 1 282 invånare.

## Personer med anknytning till orten
- Doyle Lawson (född 1944) – musiker
- Jimmy Martin (1927–2005) – bluegrassmusiker
- Morgan Wallen (född 1993) – guld- och platinasäljande countryartist